# Highlands Ranch
Highlands Ranch ist ein Census-designated place in Douglas County des US-Bundesstaates Colorado.
Er hat rund 96.700 Einwohner (Stand: 2010) und ist damit der zwölftgrößte Ort im Bundesstaat Colorado. Die geographischen Koordinaten sind 39° 33′ nördlicher Breite, 39° 33′ westlicher Länge. Die Fläche der Stadt beträgt 61,0 km².

## Geschichte
Das heutige Stadtgebiet wurde im Ursprung durch Indianer besiedelt. Das Gebiet war beliebt bei reisenden Stämmen, wie den Ute, Cheyenne und den Arapaho.
1682 nahm der französische Entdecker Robert Cavelier de La Salle das Gebiet in Anspruch und nannte es "Louisiana". Spanier übernahmen das Gebiet 1763 und gaben es 1802 wieder an Frankreich zurück. Der Ort war Teil des Louisiana Purchase Vertrages zwischen den USA und Frankreich im Jahr 1803.
Eine Expedition von Stephen Harriman Long erreichte 1820 das Gebiet.
1859 begann eine rege Besiedlung durch Menschen, die aus der Gegend um Denver stammten. Diese Siedlungen waren aber nicht dauerhaft, das es immer wieder Hochwasser gab. Erst im Jahr 1870 ließ sich der erste offizielle Siedler, Curtis H. Field, nieder.

## Geographie
Highlands Ranch ist Teil der Metropolregion Denver. Im Norden grenzt die Stadt an andere Vororte von Denver, Littleton und Centennial. Im Osten an die Orte Acres Green und Lone Tree. Im Westen befindet sich der Chatfield State Park.

## Söhne und Töchter der Stadt
- William C. Davidon (1927–2013), Physiker, Mathematiker und Bürgerrechtsaktivist
- Keri Russell (* 1976), Schauspielerin und Tänzerin
- Chelsea Stewart (* 1990), kanadische Fußballspielerin
- Courtney Zablocki (* 1981), Rennrodlerin
- Casey Deidrick (* 1987), Schauspieler
- Janine Beckie (* 1994), Fußballspielerin
- Ethan Horvath (* 1995), Fußballspieler
- Marybeth Sant-Price (* 1995), Sprinterin
- Mallory Pugh (* 1998), Fußballspielerin